# Голберг, Пол
Пол Голберг (норв. Pål Golberg; род. 16 июля 1990, Гуль, Бускеруд) — норвежский лыжник, четырёхкратный чемпион мира, серебряный призёр Олимпийских игр 2022 года в эстафете, многократный призёр этапов Кубка мира.

## Биография
В Кубке мира Голберг дебютировал в 2010 году, в марте 2011 года впервые попал в тройку лучших на этапе Кубка мира. Всего имеет на своём счету 12 попаданий в тройку лучших на этапах Кубка мира, 7 в личном спринте и 3 в командном. Также имеется победа в гонке на 15 км в сезоне 2013/14 года и третье место в эстафете 4×7,5, где Пол бежал 2-й этап. Лучшим достижением Голберга в общем итоговом зачёте Кубка мира является 8-е место в сезоне 2013/14, в том же сезоне он стал девятым в зачёте спринтерского Кубка мира и тринадцатым в зачёте дистанционных гонок. В сезоне 2019/20 года Голберг стал победителем Ски тура, выиграв последнюю гонку преследования.
На Олимпийских играх выступал в 2014 году в индивидуальной гонке на 15 км, где стал 18-м. 

## Результаты на крупнейших соревнованиях

### Зимние Олимпийские игры
| Олимпийские игры | Спринт | Командный спринт | 15 км раздельный старт | 15+15 км | 50 км масс-старт | Эстафета |
| ---------------- | ------ | ---------------- | ---------------------- | -------- | ---------------- | -------- |
| 2014 Сочи        | —      | —                | 18                     | —        | —                | —        |
| 2018 Пхёнчхан    | 4      | —                | —                      | —        | —                | —        |
| 2022 Пекин       | 21     | —                | 15                     | 5        | —                | 2        |

### Чемпионаты мира по лыжным видам спорта
| Чемпионат мира      | Спринт | Командный спринт | 15 км раздельный старт | 15+15 км | 50 км масс-старт | Эстафета |
| ------------------- | ------ | ---------------- | ---------------------- | -------- | ---------------- | -------- |
| 2013 Валь-ди-Фьемме | 5      | 11               | —                      | —        | —                | —        |
| 2021 Оберстдорф     | 8      | —                | —                      | —        | 8                | 1        |
| 2023 Планица        | 2      | 1                | —                      | —        | 1                | 1        |